# Putzarer See
Der Putzarer See ist ein im Amt Anklam-Land, Landkreis Vorpommern-Greifswald, Mecklenburg-Vorpommern gelegener See. Er liegt südöstlich des Dorfes Putzar in der Gemeinde Boldekow im Naturschutzgebiet Putzarer See. Er hat eine Länge von ca. 2,5 Kilometern, eine Breite von 980 m und eine durchschnittliche Tiefe von 0,4 Metern.

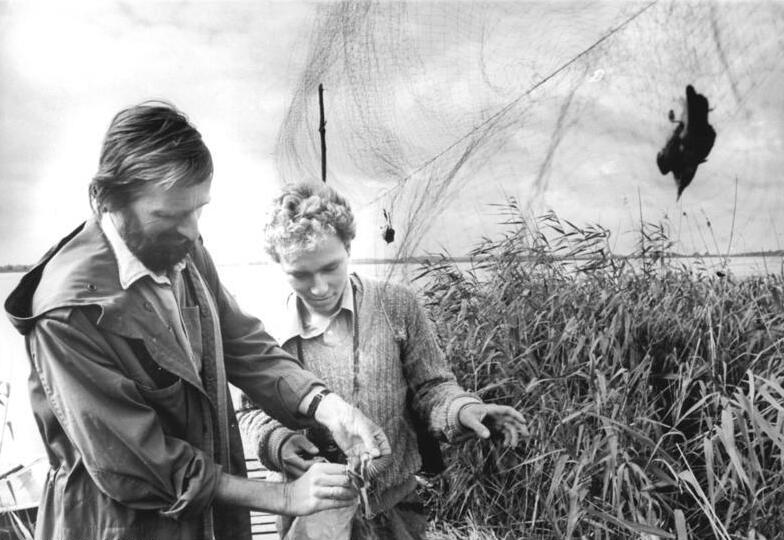
Vogelschutzaktion am Putzarer See 1986

Der See ist ein Verlandungsee und verfügt seit der Verlegung des Landgrabens über keinen wesentlichen oberirdischen Zu- und Abfluss mehr. Der See ist, wie alle Seen in Mecklenburg-Vorpommern in der letzten Eiszeit entstanden. Der von einer breiten, verschilften Verlandungszone und stellenweise von Bruchwald umgebene See steht unter Naturschutz. Wegen seiner geringen Wassertiefe und seiner Funktion als Vogelschutzgebiet ist er zeitweise hochpolytroph.
Zu DDR-Zeiten wurde vom Rat des Bezirkes Neubrandenburg eine Naturschutzwarte betrieben.